# Посёлок Любы Кондратенко
Любы Кондратенко́ или Кондратенко́ — посёлок в Моздокском районе Республики Северная Осетия — Алания. 
Входит в состав муниципального образования «Садовое сельское поселение».

## География
Селение расположено к югу от канала «имени Ленина», в северной части Моздокского района, недалеко от границы Северной Осетии и Ставропольского края. Находится в 12 км к северо-западу от районного центра Моздок и в 124 км к северу от города Владикавказ.
Граничит с землями населённых пунктов: Садовый на северо-востоке, Уваровское на северо-западе и Русское на северо-востоке.
Населённый пункт расположен на восточной окраине Кабардинской равнины. Рельеф местности преимущественно равнинный, с курганными возвышенностями в некоторых местах. Средние высоты составляют около 153 метров над уровнем моря.
Гидрографическая сеть на территории посёлка представлена скудно. К северу от населённого пункта проходит канал «имени Ленина», которым орошают сельскохозяйственными угодья и сады посёлка.
Климат влажный умеренный. Среднегодовая температура воздуха составляет +10,5°С. Температура воздуха в среднем колеблется от +23,5°С в июле, до -2,8°С в январе. Среднегодовое количество осадков составляет около 530 мм. Основное количество осадков выпадает в период с мая по июль. В конце лета часты суховеи, дующие из территории Прикаспийской низменности.

## История
Посёлок основан в 1926 год, как нефтеперекачевающая станция Павлодольский. 
Современное название посёлку дано, в честь уроженки Моздокского района — Любови Андриановны Кондратенко, погибшей в 1943 году под Киевом. 
С 1965 года входит в состав Садовского сельсовета Моздокского района.

## Население
| 2002 | 2010 | 2021 |
| ---- | ---- | ---- |
| 88   | ↘80  | ↗126 |

Национальный состав
По данным Всероссийской переписи населения 2021 года:
| Народ   | Численность, чел. | Доля от всего населения, % |
| ------- | ----------------- | -------------------------- |
| русские | 99                | 78,57 %                    |
| осетины | 21                | 16,67 %                    |
| другие  | 6                 | 4,76 %                     |
| всего   | 126               | 100 %                      |

## Инфраструктура
В посёлке отсутствуют объекты социальной инфраструктуры. Ближайшие медицинский пункт, школа и др., расположены в близлежащих населённых пунктах — Садовый, Уваровское и Русское.

## Улицы
В посёлке всего две улицы — Молодёжная и Юбилейная.